# Kevin Spacey
Kevin Spacey (n. 26 iulie 1959) este un actor film/teatru și regizor american. Spacey a crescut în California și și-a început cariera ca un actor de teatru în anii 1980, înainte de a fi primit în distribuția unui film. A primit aprecieri critice în anii 1990, culminând cu Premiul Oscar pentru rolul său din filmul The Usual Suspects (1995), urmat de Premiul Oscar pentru cel mai bun actor din filmul American Beauty (1999).

## Tinerețea și începutul carierei
Numele său întreg este Kevin Spacey Fowler. S-a născut în South Orange, New Jersey. Părinții săi sunt Kathleen A. și Kathleen A. Mama sa a fost secretară, iar tatăl lui scriitor. Are doi frați vitregi, Julie și Randy. A urmat cursurile Academiei Militare, de unde a fost dat afară. A urmat, pe rând, cursurile Liceului Canoga Park și Chatsworth din Chatsworth, California, de unde a absolvit cu magna cum laude. În timpul liceului a jucat în producția The Sound of Music, rolul căpitanului Georg von Trapp. Aici s-a hotărât să ia numele mamei sale, Spacey, care a aparținut bunicului său din partea mamei, ca nume de scenă. Au apărut mai multe speculații, dintre care cea mai frecventă a fost presupunerea că numele său este o combinație între numele și prenumele actorului Spencer Tracy, ca un tribut pentru cariera sa. A făcut stand-up comedy mult timp, până s-a hotărât să urmeze cursurile Facultății de actorie, Juilliard School din New York City. Și-a continuat show-urile de stand-up comedy, făcându-și chiar un nume în acest domeniu.

## Filmografie
- Dragoste frântă (1986)
- Tata (1989)
- Ostatici ostili (1994)
- Se7en (1995)
- The Usual Suspects (1995)
- Vremea răzbunării (1996)
- L.A. Confidential (1997) - Jack Vincennes
- Aventuri la firul ierbii (1998)
- American Beauty (1999) - Lester Burnham
- Superman Revine (2006) - Lex Luthor
- Fratele lui Moș Crăciun (2007)
- Culisele puterii (2013-2017)

## Galerie

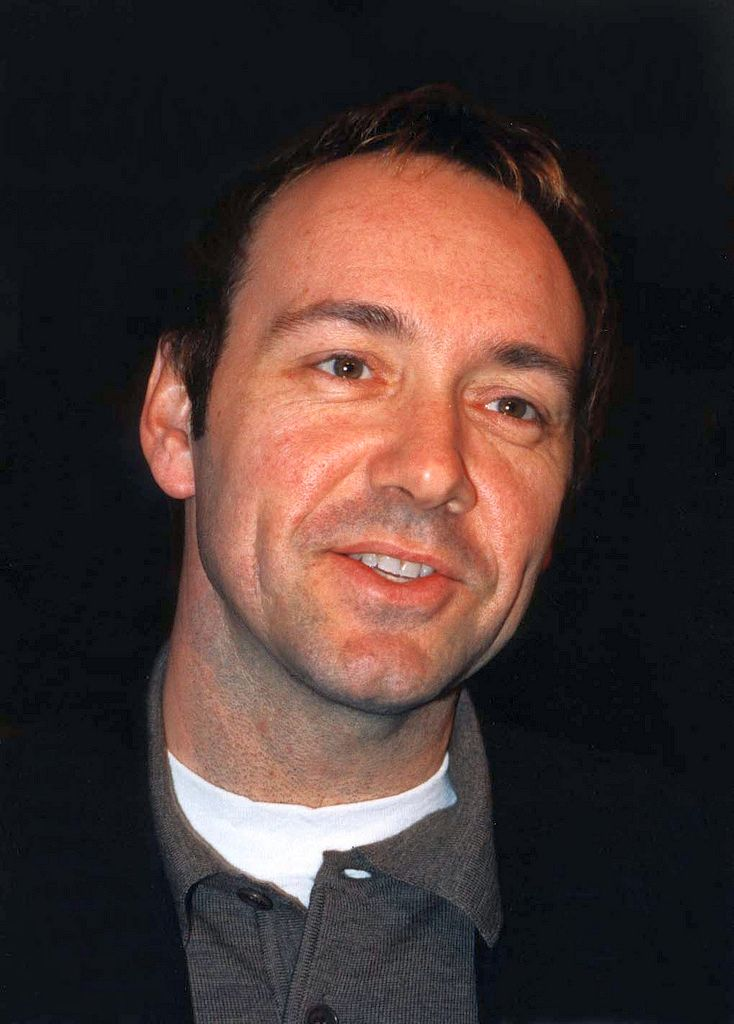
Kevin Spacey în 1996
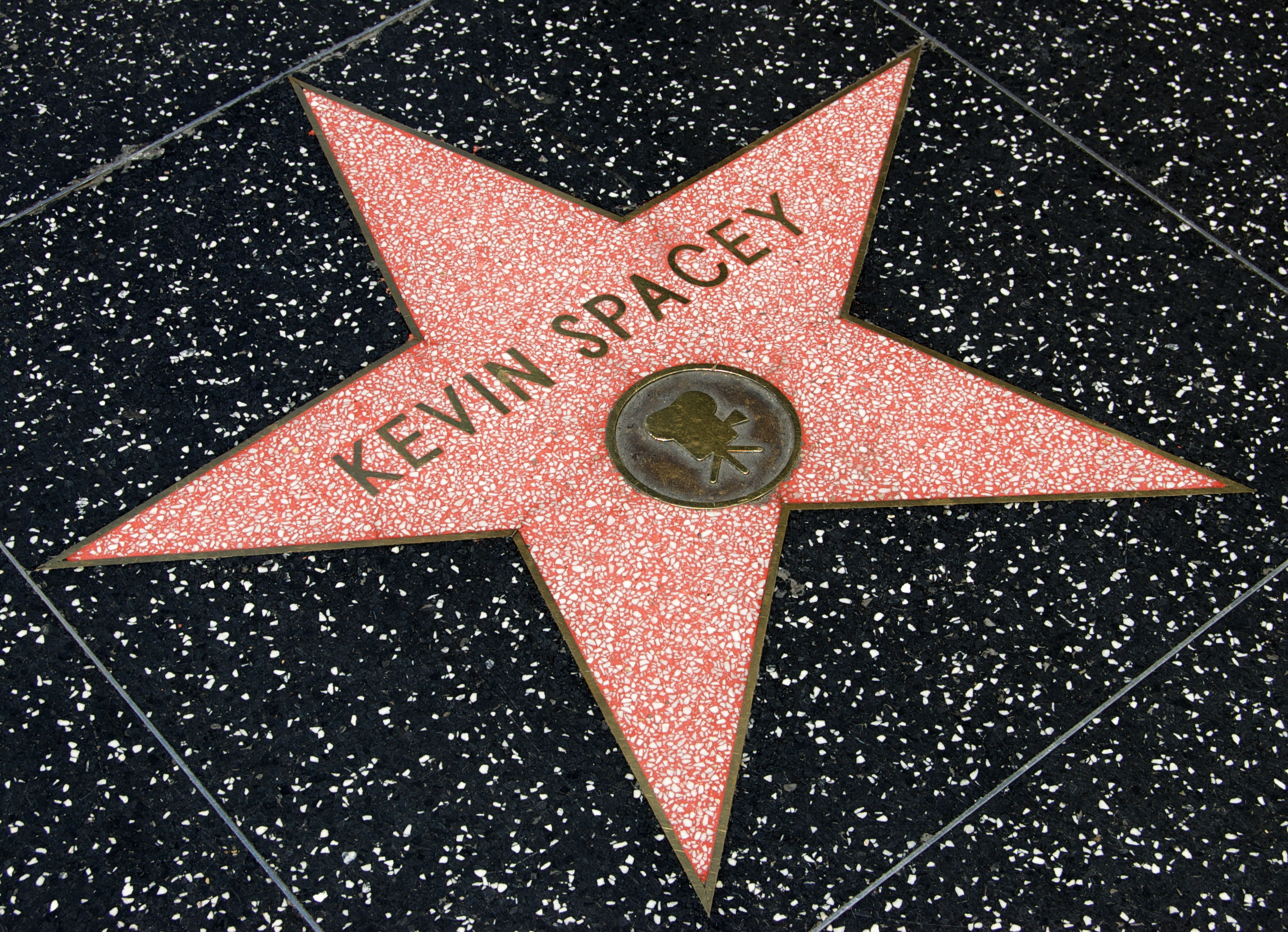
Steaua lui Spacey de pe Hollywood Walk of Fame
- Scheci cu Bill Clinton și Kevin Spacey, 2000